# Nancy Skolos
Nancy Skolos (nascida em 1955)  é uma designer gráfica americana, autora, educadora e co-fundadora do estúdio de design Skolos-Wedell. Skolos é mais conhecida por seu trabalho na Rhode Island School of Design (RISD), onde atuou como chefe do departamento de design gráfico.

## Trabalhos
Skolos frequentou a Universidade de Cincinnati por dois anos no departamento de design industrial, transferindo-se para a Cranbrook Academy of Art e concluindo seu Bacharel em Belas Artes . licenciatura em Design em 1977. Em seguida, frequentou a Yale University e se formou com um diploma de MFA em Design em 1979. Skolos conheceu o fotógrafo Thomas Wedell enquanto estudava na Cranbrook em 1975 e os dois se casaram em 1979.
Skolos leciona na RISD desde 1989 e como docente em tempo integral desde 1999.

## Publicações
Esta é uma lista de livros publicados pela Skolos. O livro Graphic Design Process foi publicado em vários idiomas, incluindo chinês, francês e português.
- 2006 – Type, Image, Message: A Graphic Design Layout Workshop by Nancy Skolos and Tom Wedell[7]
- 2012 – Graphic Design Process: From Problem to Solution, 20 Case Studies by Nancy Skolos[8]

## 30em
1. 1 2  «Skolos & Wedell». Experimenta. Consultado em 27 de dezembro de 2015
2. 1 2  «Everybody Needs a Hug, Interview: Nancy Skolos». GraphicHug. Consultado em 27 de dezembro de 2015
3. ↑  «Nancy Skolos & Thomas Wedell poster exhibition in Torun, Poland». Rene Wanner's Poster Page. Consultado em 27 de dezembro de 2015
4. ↑  «2017 AIGA Medalist Nancy Skolos and Thomas Wedell». AIGA | the professional association for design. Consultado em 13 de abril de 2017
5. ↑  Skolos, Thomas Wedell Nancy. Graphic Design Process:From Problem to Solution (Chinese Edition). [S.l.: s.n.] ISBN 9787549410682
6. ↑  Skolos, Thomas Wedell, Adelaïde Blot et Marie-Anaya Mahdadi Nancy. Processus créatif : 20 graphistes, 20 études de cas. [S.l.: s.n.] ASIN B009KKNO7W
7. ↑  Skolos, Nancy, Wedell, Tom (1 de janeiro de 1602). Type, Image, Message: A Graphic Design Layout Workshop by Skolos, Nancy, Wedell, Tom (June 1, 2006) Hardcover. Rockport Publishers. [S.l.: s.n.] ASIN B015X443JG
8. ↑  Skolos, Nancy; Wedell, Tom (12 de setembro de 2012). Graphic Design Process: From Problem to Solution 20 Case Studies. Laurence King Publishing. London: [s.n.] ISBN 9781856698269